# Tomba dei Tori
La tomba dei Tori è una tomba etrusca che risale grossomodo al 530 a.C. situata nell'estremità orientale della necropoli dei Monterozzi a Tarquinia, in provincia di Viterbo. I suoi affreschi, al confine tra medio e tardo arcaismo, sono ancora legati alla prevalente decorazione frontonale documentata nella tomba delle Pantere e non ancora coinvolti nella nuova pittura tarquiniese realizzata nelle tombe degli Auguri e delle Leonesse Con queste ultime la tomba dei Tori condivide gli elementi stilistici derivati dalla cultura greca ionica. Il pittore è stato ricondotto alla cerchia vulcente dei vasi pontici mentre il complesso pittorico è stato variamente interpretato nel corso del tempo.

## Architettura
Un dromos con gradini immette in un'ampia camera (atrio) dal fondo della quale si accede, con due varchi paralleli, a due piccole camere sepolcrali con banchine perimetrali per la deposizione dei defunti. Entrambe le camere hanno un soffitto a doppio spiovente e sono decorate da fasce colorate e gruppi di animali nei frontoni. La tomba fu scavata nel calcare locale (macco).

## Decorazione pittorica
Un'iscrizione identifica un "Arath Spuriana" come proprietario della tomba; potrebbe provenire dalla stessa famiglia dell'"Araz Silqetenas Spurianas" della nota iscrizione su un piccolo leone d'avorio proveniente dal santuario di Sant'Omobono consacrato alla Fortuna e alla Mater Matuta sul Foro Boario a Roma.

### Tecnica
Le pareti dopo la levigatura sono state ricoperte di uno strato di creta chiara le partizioni sono state tracciate tramite cordicella impressa sulla calce fresca. La decorazione pittorica ha coinvolto i frontoni di tutte le stanze e l'intera parete di fondo della stanza che si presenta come atrio. Il disegno preparatorio inciso, eseguito con pochi pentimenti e derivato da un modello preesistente - come è noto l'arte etrusca è stata molto influenzata da quella greca, ed insieme alle tecniche ceramografiche sono stati riportati in Etruria anche i modelli decorativi e le stesse raffigurazioni - è stato in alcune parti ripreso a pennello con pigmento rosso o nero. I pigmenti impiegati per la coloritura furono l'ocra rossa, il nero vegetale, il blu egiziano e la malachite per il verde-azzurro, talvolta mischiati tra loro e con il bianco. Il pittore eseguì la decorazione iniziando dalle parti alte e terminò con le fasce decorative le quali si interrompono incontrando le figure già dipinte. In alcuni casi il disegno preparatorio è stato modificato o ignorato dalla stesura pittorica.

### Figurazione

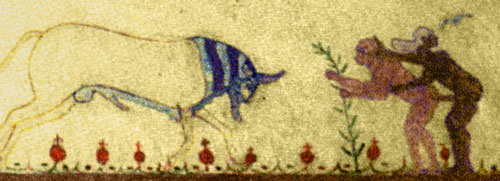
Gruppo erotico con Acheloo, parte destra dell'architrave dipinto sulla parete di fondo dell'atrio.

I sei frontoni sono stati decorati con rappresentazioni animalistiche e araldiche di varia natura, comuni nelle tombe tarquiniesi. Tutti questi animali (felini, ippocampi), è stato notato, hanno nella tradizione non solo etrusca, ma anche greca e romana, significati e funzioni apotropaiche. Alla decorazione della parete di fondo dell'atrio è stata riservata l'attenzione maggiore. Due tori sono raffigurati nel fregio che corre sopra le due porte della parete di fondo, tori che danno il nome alla tomba. Di essi, quello di destra presenta, al posto del muso, una testa umana: ciò porta a identificarlo con Acheloo, la principale divinità fluviale della mitologia greca, patrono delle acque dolci; si tratta di un soggetto frequentemente presente nella gioielleria e nei corredi tombali etruschi, in qualità di amuleto; la funzione purificatrice dell'acqua nei rituali di passaggio è attestata in numerose altre rappresentazioni etrusche. In prossimità dei due tori ci sono due gruppi erotici, il tutto inserito in un contesto bucolico che non sembra di tipo narrativo, ma sembra riguardare figure o gruppi di figure isolate, disposte al di sopra delle porte di accesso alle due stanze minori in funzione apotropaica. Un terzo toro è visibile nel frontone, a destra della mensola dipinta che finge di sostenere la trave di colmo; altri ancora sono rappresentati nel frontone d'ingresso della camera di sinistra. Al centro dell'architrave dipinto vi è un'iscrizione che menziona il nome del proprietario della tomba: Arath Spuriana, forse un membro della famiglia degli Spurinna.

#### Agguato di Achille a Troilo

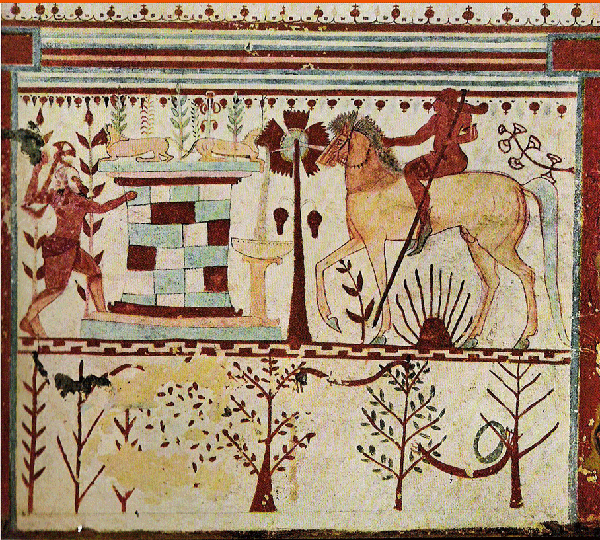
Agguato di Achille a Troilo.

Fra le due porte della parete di fondo dell'atrio vi è la raffigurazione dell'agguato, presso una fontana, di Achille a Troilo, narrato nei Cypria. La scena è ancor più degna di nota in quanto si tratta dell'unica raffigurazione mitologica presente nelle tombe di Tarquinia del periodo arcaico. Il pittore ha adeguato lo spazio disponibile all'iconografia preesistente riservando la zona inferiore della parete ad una decorazione con alberelli ornati da tenie e corone. Il registro con la scena mitologica è suddiviso in due riquadri dall'albero centrale, ma il disegno preparatorio in questo caso mostra incertezze che sembrano indicare una semplificazione della composizione originaria. La sproporzione tra le figure inoltre (il cavallo è tra di esse quella a cui si riserva maggiore spazio) indica una mancanza di interesse relativa al nodo drammatico e narrativo della scena e la qualità prettamente decorativa del pittore, molto più a suo agio con le figure frontonali. Egli è stato infatti ricondotto alla cerchia dei vasi pontici, attiva a Vulci dalla metà del VI secolo a.C., con la quale condivide iconografie e dettagli decorativi. D'altra parte il disinteresse verso gli aspetti narrativi della scena è stato interpretato come un adattamento della mitologia e dell'iconografia greca alle esigenze della pratica religiosa etrusca. È stato notato come la morte di Troilo, una iconografia diffusa in ambito greco dal VII secolo a.C., acquisisca in ambito etrusco una accezione apotropaica nel tenere lontani, attraverso l'accentuazione dell'aspetto sacrificale della sua morte, gli influssi negativi. Il ragazzo a cavallo nel frontone che sovrasta la scena mitologica viene identificato con l'anima di Troilo stesso nella sua discesa verso il mondo degli inferi (con le rappresentazioni della Chimera e della Sfinge), equivalente del viaggio intrapreso dal defunto padrone della tomba; lo stesso significato avrebbe la rappresentazione del giovane che cavalca l'ippocampo dirigendosi verso un'isola sul frontone opposto.